# City of New Orleans (Lied)
City of New Orleans ist ein Song des US-amerikanischen Folksängers Steve Goodman aus dem Jahre 1971. In Deutschland wurde das Stück mit anderem Text in einer Schlager-Version des Showmasters Rudi Carrell unter dem Titel Wann wird’s mal wieder richtig Sommer? bekannt.

## Ursprung
Steve Goodman schrieb den Protestsong über eine Fahrt mit dem Zug City of New Orleans 1971. Hintergrund war die Stilllegung von zwei Dritteln der amerikanischen Fernzüge im selben Jahr, nachdem die Regierung Nixon die privaten Bahngesellschaften aus der Betriebspflicht für Personenzüge entlassen hatte. Die neu gegründete staatliche Personen-Bahngesellschaft Amtrak strich auch den zuvor von der Illinois Central Railroad betriebenen City of New Orleans, der bis dahin für die einfache Bevölkerung aus New Orleans und den Südstaaten die preisgünstigste Reisemöglichkeit in den reichen Norden um Chicago gewesen war.
Goodmans Refrain fasst seine Meinung über das Verschwinden des Eisenbahnpersonenverkehrs in die Anklage:

“Good morning, America, how are you?

Say, don't you know me? I'm your native son.

I'm the train they call the City of New Orleans.”

„Guten Morgen, Amerika, wie geht’s dir?

Kennst du mich nicht, ich bin dein eigener Sohn.

Ich bin der Zug, den man ‚City of New Orleans‘ nennt.“

Außerdem heißt es in der letzten Strophe:

“The conductor sings his songs again,

The passengers will please refrain …

This train got the disappearing railroad blues.”

„Der Schaffner singt wieder seine Lieder,

Die Fahrgäste werden gebeten, es zu unterlassen …

Dieser Zug hat den Blues der verschwindenden Eisenbahn.“

Steve Goodmans Einspielung gelangte nicht in die Hot 100, wohl aber die von Arlo Guthrie. Sie erreichte 1972 Platz 18 in den US-Charts und wurde damit zu Guthries größtem kommerziellen Erfolg.

## Coverversionen
Auch von vielen anderen Künstlern wie John Denver, Johnny Cash und Judy Collins wurde das Lied eingespielt. Als Willie Nelson City of New Orleans 1984 zum zweiten Mal aufgenommen hatte, landete er damit einen Nummer-eins-Hit in den US-Countrycharts. Goodman wurde 1985 posthum mit einem Grammy für den besten Country-Song ausgezeichnet.

## Versionen in anderen Sprachen
Eine erste deutschsprachige Version gab es 1972 vom österreichischen Sänger Jonny Hill mit dem Titel Ein Zug genannt City of New Orleans. Im selben Jahr folgte eine französischsprachige Version des Chanson-Sängers Joe Dassin mit dem Titel Salut les amoureux.
1973 übernahm der Niederländer Gerard Cox das Lied und machte daraus ′t Is weer voorbij die mooie zomer (Der schöne Sommer ist wieder vorbei). Mit seiner Neutextung hatte er Ende 1973 einen Nummer-eins-Hit in der niederländischen Hitparade.
1974 veröffentlichte der Schlagersänger Ronny den Titel Einmal vergeht der schönste Sommer mit derselben Melodie und einem melancholischen Text, der im Wesentlichen der niederländischen Version folgte. Ein Jahr später übernahm der Niederländer Rudi Carrell die Version aus seiner Heimat, und Thomas Woitkewitsch schrieb den Text auf Deutsch um zu Wann wird’s mal wieder richtig Sommer?. Das Lied erschien bei Ariola auf Carrells Album Schlager am laufenden Band und wurde auch als Single mit Heul nicht auf der B-Seite veröffentlicht. Das Stück erreichte im Erscheinungsjahr Platz 18 in den deutschen Charts.
1995 veröffentlichte Dieter Thomas Kuhn eine Coverversion von Wann wird’s mal wieder richtig Sommer?, ein Jahr später die Band Creme 21. Sie kam damit auf Platz 36 der deutschen Charts. 2009 wurde das Lied in deutscher und englischer Sprache von der Sängerin Indira Weis veröffentlicht. Im Juni 2025 veröffentlichte die deutsche Punk-Rock-Band ZSK in Kollaboration mit den Rogers eine Cover-Version des Songs mit dem Titel "Sommer ohne Nazis" als politisches Statement gegen Rechtsextremismus.